# Hugo Türpe

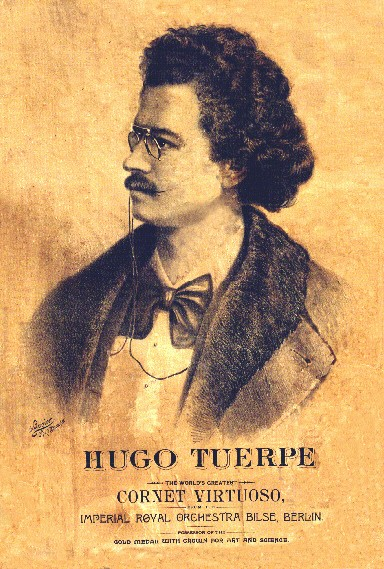
Hugo Türpe ca. 1881

Hugo Türpe (* 3. September 1859 in Mohsdorf; † 2. Juli 1891 in Claußnitz) war ein deutscher Cornet-Virtuose und Komponist für das Cornet à Pistons.

## Leben
Türpe war das achte Kind des Strumpfwirkers Carl Ferdinand Türpe und seiner Frau Amalie. Schon frühzeitig entwickelte sich Türpes musikalische Begabung. Der Vater, Dorfmusiker in Mohsdorf, erkannte das Talent seines jüngsten Sohnes und ließ ihm Trompetenunterricht geben.
Er trat 1874 die Lehre bei Stadtmusikdirektor Grau in Mittweida an. Hier wurde auch der einflussreiche Musiker Böhme auf das junge Talent aufmerksam und empfahl es dem Gewerbehaus-Musikdirektor Mannsfeld in Dresden, der Türpe in sein Orchester aufnahm.
Im Jahr 1881 erhielt der nun schon „Meister des Pistons“ Genannte die ehrenvolle Berufung in die vom Königlichen und Hof-Musikdirektor Benjamin Bilse geleitete Kapelle zu Berlin.
Es begann eine Zeit ausgedehnter Konzertreisen sowohl in Deutschland wie auch im europäischen Ausland.
Unter Musikliebhabern wurde er schnell berühmt: Allein im Amsterdamer Grand Theater trat er in über fünfzig Vorstellungen nacheinander vor sein Publikum. In Erfurt begegnete er 1883 dem Komponisten und Klavier-Virtuosen Franz Liszt. Dieser war voll des Lobes über die meisterhafte Technik, mit der Türpe sein Instrument beherrschte.
1886 unternahm Hugo Türpe in Begleitung seiner 69-jährigen Mutter (der Vater war bereits 1879 verstorben) eine große Amerika-Tournee. Er gastierte in vielen Städten der Vereinigten Staaten. Sogar an den Hof des Kaisers von Brasilien führten ihn seine Konzerte. Zeitungen berichteten von Gastspielen in Australien und auf den Westindischen Inseln.
Ab 1889 trat er mit dem Burgstädter Stadtmusikchor unter Leitung von Clemens Graupner auf und unternahm wiederum Konzertreisen in Sachsen und ganz Deutschland.
Auf einer dieser Tourneen – in München – erkrankte er plötzlich und musste die Reise abbrechen. Am 2. Juli 1891 erlag Hugo Türpe im Alter von 31 Jahren einer Tuberkulose-Erkrankung und der daraus resultierenden Erschöpfung, so lauteten die Feststellungen des Arztes Dr. Pohl.
Er starb in Claußnitz bei Burgstädt und wurde auf dem Alten Friedhof in Burgstädt beigesetzt. Dort erinnert heute jedoch nichts mehr an ihn: Seine Grabstätte und der Stein wurden bereits im 20. Jahrhundert beseitigt.

## Werke
- Ocean-Fantasie
- Fantasie Virtuoso
- Fantasie für Cornet in A „Appassionata“
- Nocturno für Harfe und Cornet.

Als Noten-Handschrift ist heute bisher lediglich seine „Fantasia Appassionata“ in einer Bearbeitung des Trompeters Professor Richard Stegmann, der das Werk nochmals 1912 mit dem Tonhalle-Orchester Zürich aufführte, vorhanden.

## Ausstellung
Eine Sonderausstellung im Burgstädter Stadtmuseum über Hugo Türpe fand vom 6. Juli bis 17. November 2002 statt. Bilder, Dokumente und Sachzeugnisse aus dem Leben und Wirken Türpes ließen Zeit und Person anschaulich werden.